# Georg Schöne
Georg Schöne (* 14. November 1875 in Berlin; † 1. Februar 1960 in Berlin-Charlottenburg) war ein deutscher Chirurg und Hochschullehrer, der als Begründer der Transplantationsimmunologie gilt.

## Leben und Wirken
Georg Schöne wurde als Sohn des klassischen Archäologen und langjährigen Direktors der Königlichen Museen zu Berlin Richard Schöne (1840–1922) und seiner Ehefrau Helene geb. Härtel (1844–1928) in Berlin geboren. Die Mutter war eine Tochter des Musikverlegers Hermann Härtel (1803–1875), Mitinhaber des Leipziger Verlags Breitkopf & Härtel.
Schöne studierte Medizin und arbeitete nach dem Abschluss seines Studiums als Assistent am Pathologischen Institut der Universität Heidelberg. Im Jahr 1900 wurde er zum Dr. med. an der Universität Heidelberg promoviert. Ab Herbst 1907 wirkte er als Assistent an der Chirurgischen Klinik in Marburg. Am 11. Dezember 1908 habilitierte er sich im Fach Chirurgie an der Universität Marburg und arbeitete an der Universität als Privatdozent bis 1911. Danach wechselte er an die Medizinische Fakultät der Universität Greifswald, wo er als Privatdozent und ab 1913 bis 1934 als Professor tätig war.
In seinen medizinischen Forschungsarbeiten widmete sich Schöne insbesondere der Organtransplantation, der Verpflanzung von organischen Körperteilen oder Körpergeweben. Die Chirurgen glaubten um 1900, dass es nur eine Frage der Zeit sei, bis alle erkrankten Organe und Gewebe durch gesunde ersetzt werden können. Sie entwickelten Techniken, um dies zu ermöglichen. Besonders erfolgversprechend erschien ihnen die Allotransplantation, früher auch homöoplastische oder homogene Transplantation genannt, bei der das transplantierte Gewebe nicht vom Empfänger selbst, sondern von einem genetisch nicht identischen Spender derselben Art stammt.
Doch der französische Chirurg Alexis Carrel (1873–1944) stellte fest, dass Transplantationen nur dann funktionierten, solange sie innerhalb desselben Tiers transplantiert wurden. Wenn er zwischen verschiedenen Tieren derselben Art genau dasselbe tat, starb das Organ ausnahmslos ab. Lebende Gewebe, schloss er, müssen eine Art biologische Individualität besitzen.
1903 untersuchte Paul Ehrlich (1854–1915) die Transplantation von Tumoren bei Mäusen. Wissenschaftler lieferten verschiedene Erklärungen für das Versagen allogener Transplantationen. Einige untersuchten individuelle Unterschiede in der körpereigenen Nährstoffversorgung, während andere Variationen im körpereigenen Protein vermuteten.
Noch im Jahr 1903 erkannte der dänische Bakteriologe Carl Oluf Jensen (1864–1934), dass das Versagen von Tumorhomöotransplantaten eine Immunreaktion war. Diese Erklärung wurde jedoch von Ehrlich abgelehnt, da kein Antikörper (das anerkannte Kennzeichen der Immunität) nachgewiesen werden konnte. Schöne untersuchte eher Hauttransplantate als Tumore. Er stellte fest, dass Homöotransplantate immer versagten und dass nachfolgende Transplantate desselben Spenders schneller versagten als die ersten Transplantate. Bei dem Versuch, einen Weg zu finden, das Immunsystem zur Krebsbehandlung einzusetzen, entwickelte Georg Schöne das Konzept der „Transplantationsimmunität“: Das körpereigene Immunsystem sei für die Abstoßung von Transplantaten verantwortlich. Seine Erkenntnisse fasste er in der Monografie Die heteroplastische und homöoplastische Transplantation zusammen.
Im Jahr 1960 erhielt der Zoologe Peter Medawar (1915–1987) zusammen mit Macfarlane Burnet den Nobelpreis für Physiologie oder Medizin „für ihre Entdeckung der erworbenen immunologischen Toleranz“. Drei Jahrzehnte stritten mehrere Chirurgen darüber, wer als Entdecker dieser „zweiten Reaktion“ gelten sollte und wem folglich ein Anteil am Medawar-Nobelpreis zustehe. Häufig wird Medawar als Begründer der Transplantationsimmunologie genannt. Heute ist man jedoch der Auffassung, dass die Anerkennung, der erste Transplantationsimmunologe gewesen zu sein, Georg Schöne gebührt. Schöne wurde zum Ehrenmitglied der Berliner Chirurgischen Gesellschaft ernannt.

## Familie
Georg Schöne war mit Mary geb. von Seidlitz (1883–1974) verheiratet, der Tochter von Woldemar von Seidlitz (1850–1922), Kunsthistoriker und langjähriger Leiter der Königlichen Sammlungen Dresden. Das Paar hatte vier Töchter und vier Söhne. Wolfgang Schöne (1910–1989) wurde als Kunsthistoriker bekannt. Die Söhne Konrad (1911–1945), Bernhard (1913–1944) und Gottfried (1925–1944) sind im Zweiten Weltkrieg gefallen. Die Schwester von Georg Schöne, Clara (1881–1964), war mit Wilhelm Zinn (1869–1943), Arzt und Hochschullehrer, verheiratet. Sein Bruder Friedrich Schöne (1882–1963) war Jurist und Landrat in Lübeck. Sein Halbbruder Hermann Schöne (1870–1941) lehrte Klassische Philologie und war 1927/1928 Rektor der Universität Münster.

## Werke
- Sarkom und Karzinom in einer Schilddrüse beim Hunde. In: Virchows Archiv für pathologische Anatomie und Physiologie und für klinische Medizin. Band 195, Nr. 1, 1909, S. 169–174, doi:10.1007/BF02088825.
- Die heteroplastische und homöoplastische Transplantation: Eigene Untersuchungen und vergleichende Studien. Springer, Berlin 1912 (161 S., Online).
- Die freie Gewebsverpflanzung als Methode naturwissenschaftlicher und medizinischer Forschung. In: Naturwissenschaften. Band 1, Nr. 21, 1913, S. 489–495, doi:10.1007/BF01565622.
- Über Farbenwechsel des Haarkleides nach der Hauttransplantation. In: Zeitschrift für die gesamte experimentelle Medizin. Band 1, Nr. 1, 1913, S. 444–454, doi:10.1007/BF03005140.
- Ist die biologische Wirkung der von der Röntgenröhre ausgehenden Strahlen abhängig von dem Aggregatzustand der bestrahlten Zellen? In: Deutsche Zeitschrift für Chirurgie. Band 137, Nr. 1, 1916, S. 133–146, doi:10.1007/BF02802476.
- Strengere Indikationen für die Ausgestaltung der operativen Peritonitisbehandlung. In: Deutsche Zeitschrift für Chirurgie. Band 135, Nr. 6, 1916, S. 538–554, doi:10.1007/BF02832798.
- Kriegschirurgische Mitteilungen aus dem Völkerkriege 1914/18. In: Deutsche Zeitschrift für Chirurgie. Band 143, Nr. 1, 1918, S. 1–125, doi:10.1007/BF02797565.
- Sicherungen für den Spender bei der Bluttransfusion. In: Deutsche Zeitschrift für Chirurgie. Band 227, Nr. 1, 1930, S. 448–454, doi:10.1007/BF02792791.
- Grundsätzliche Fragen der Kriegschirurgie. In: Deutsche Zeitschrift für Chirurgie. Band 249, Nr. 5, 1937, S. 401–480, doi:10.1007/BF02800789.
- Über das Individuelle in Menschen, Tieren und Pflanzen: Biologische Untersuchungen. Wichern-Verlag, Berlin-Spandau 1950 (79 S.).
- Wilhelm Zinn (1869 bis 1943) – als Konsiliarius in Berlin. In: Deutsche medizinische Wochenschrift. Band 81, Nr. 21, 1956, S. 858–859 (Online).